# Rifugio Pavillon
Il rifugio Pavillon (pron. fr. AFI: [pavijɔ̃]) è situato in val Ferret a 2.173 m s.l.m. nel massiccio del Monte Bianco nel comune di Courmayeur. Ubicato sul Pavillon du Mont Fréty, costituisce la prima stazione intermedia della funivia Skyway.

## Caratteristiche ed informazioni
Il rifugio è dotato di acqua corrente ed elettricità, rimane aperto e custodito tutto l'anno.

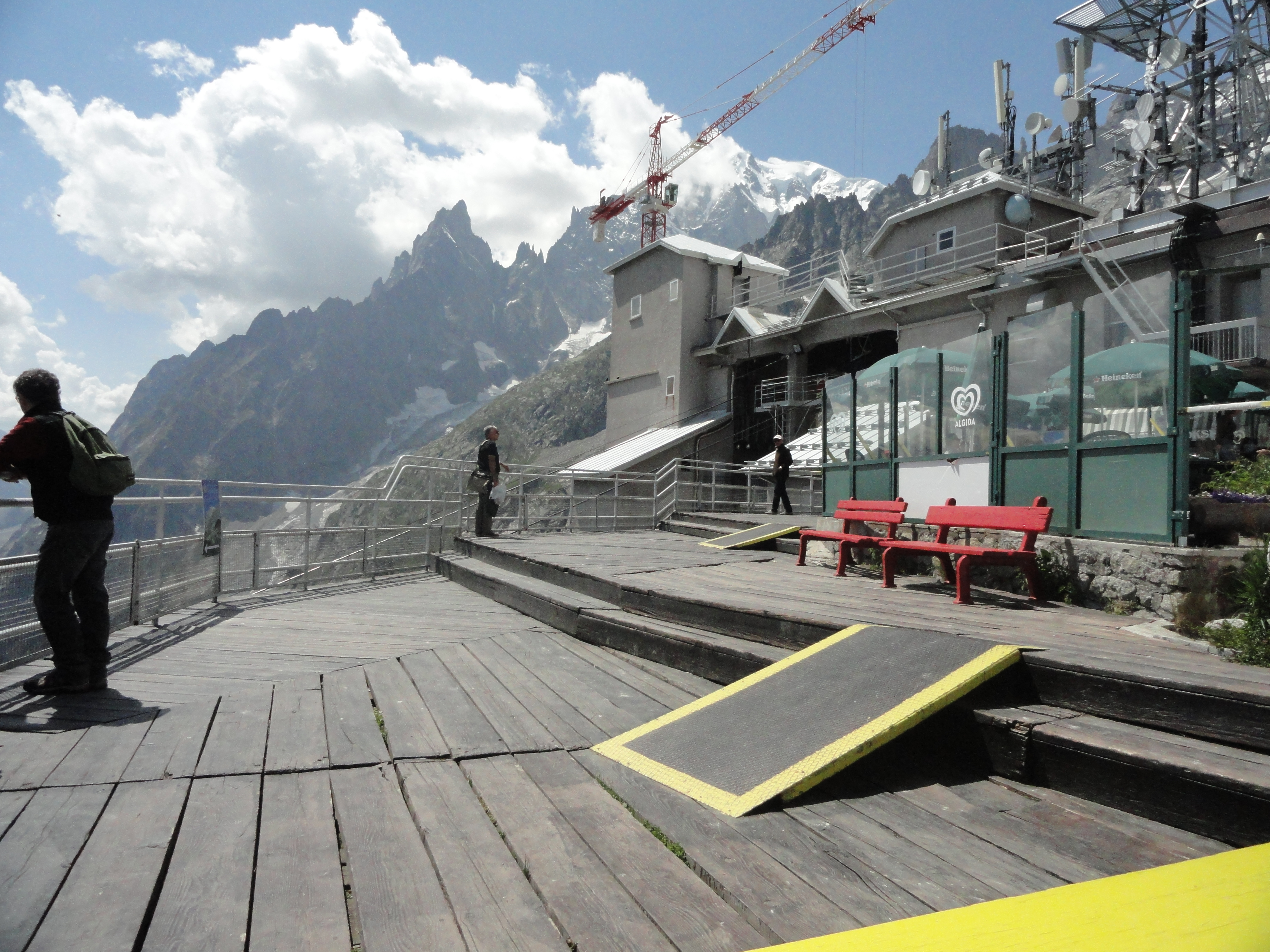
La terrazza panoramica presso il Pavillon con a destra la stazione della funivia. Sullo sfondo, la vetta del Monte Bianco.

## Accessi
Il rifugio Pavillon è raggiungibile tramite la funivia dei ghiacciai con partenza dalla prima stazione ubicata presso Entrèves (frazione di Courmayeur). È inoltre raggiungibile a piedi in circa 2 ore e 30 minuti partendo da La Palud, seguendo una sterrata sino alle case della località Chapy e poi il sentiero nº 20.

## Escursioni
- Giardino alpino Saussurea
- Belvedere del Mont Fréty